# Ungdo
Ungdo är en ö i Sydkorea.   Den ligger i provinsen Södra Chungcheong, i den västra delen av landet, 90 km sydväst om huvudstaden Seoul. Arean är 1,6 kvadratkilometer.
Terrängen på Ungdo är platt. Öns högsta punkt är 83 meter över havet. Den sträcker sig 1,5 kilometer i nord-sydlig riktning, och 1,9 kilometer i öst-västlig riktning.  Trakten runt Ungdo består till största delen av jordbruksmark.